# Söderhamn/Ljusne HC
Söderhamn/Ljusne HC ishockeyklubb från Ljusne i Hälsingland. Klubben bildades 1984 genom en sammanslagning av Ljusne AIK med Söderhamns IK. Första säsongen blev en succé med seger i Division III och avancemang till Division II.
Säsongerna 2002/2003 och 2011/2012 spelade man i Division 1 och slutade på tionde plats båda gångerna, vilket innebar spel i kvalserien där man tog en fjärdeplats och flyttades ner till Division 2 igen vid båda tillfällena. Även 2017 kvalade man till division 1, men misslyckades och fick spela kvar i division 2.